# 미나미나카고역
미나미나카고역(일본어: 南中郷駅, みなみなかごうえき)은 일본 이바라키현 기타이바라키시에 있는 동일본 여객철도의 철도역이다.

## 역 구조
섬식 1면 2선 구조의 지상역이다. 역 업무는 JR 미토 철도 서비스가 대신 하고 있으며, 초록 창구는 오전 6시부터 오후 8시까지만 영업한다.
스이카 및 제휴 교통카드의 사용이 가능하다.

### 승강장
| 1 | ■ 조반선 | 다카하기 · 히타치 · 미토 · 쓰치우라 · 우에노 방면 |
| 2 | ■ 조반선 | 이와키 · 히로노 방면                              |

## 역세권 정보
- 국도 제6호선
- 나가쿠보 세키스이[1] 생가

## 역사
- 1906년 11월 1일 ― 국유화에 따라 일본국유철도의 소속이 되었다.
- 1910년 2월 1일 ― 운전사무소로 영업을 시작했다.
- 1910년 3월 18일 ― 정식으로 여객 취급을 시작했다.
- 1987년 4월 1일 ― 민영화에 따라 동일본 여객철도의 소속이 되었다.

## 인접역
| 동일본 여객철도 조반선 | 동일본 여객철도 조반선 | 동일본 여객철도 조반선 |
| ---------------------- | ---------------------- | ---------------------- |
| 다카하기 미토 방면     | ■ 조반선               | 이소하라 이와키 방면   |